# Gardhiwala
Gardhiwala é uma cidade  no distrito de Hoshiarpur, no estado indiano de Punjab.

## Demografia
Segundo o censo de 2001, Gardhiwala tinha uma população de 6263 habitantes. Os indivíduos do sexo masculino constituem 52% da população e os do sexo feminino 48%. Gardhiwala tem uma taxa de literacia de 79%, superior à média nacional de 59.5%: a literacia no sexo masculino é de 83% e no sexo feminino é de 74%. Em Gardhiwala, 10% da população está abaixo dos 6 anos de idade.